# Васил Сърбаков
Васил Григоров Василев Сърбаков, известен като Македонски, e български опълченец и революционер, участник в Кресненско-Разложкото въстание и в Сръбско-българската война.

## Биография
Роден е около 1847 година в стружкото село Вевчани. При избухването на Руско-турската война на 10 май 1877 година се присъединява към Българското опълчение. На 19 юни е зачислен в IV рота на III дружина и поставен за кадър на Втора серия. Преведен е в III рота на X дружина, откъдето на 4 август 1877 година е изпратен за попълнение и на следващия ден върнат в IV рота на III дружина, където служи до уволнението си на 24юни 1878 година. Участва в боевете на Шипка, Хаинбоаз и Стара Загора, както и в героичната защита на Самарското знаме. Носител е на кръст „За храброст“ и три ордена.
След освобождението се заселва в софийското село Осойца заедно с Иван Тодоров Комитата от разложкото село Баня и Яне Атанасов от мавровското село Леуново, всички напуснали родните си места след Кресненско-Разложкото въстание през 1878 година. Още в 1879 година македонските българи в Осойца откриват първото училище с една паралелка, като пръв учител е Никола Йорданов Чуков от село Баня, Разложко.
Включва се в Сръбско-българската война като доброволец. Участва в сражението при Пирот.
През 1907 година Васил Григоров дарява сграда и дворно място, с които е създадена солидна кредитна кооперация „Пчела“. Кооперацията отстъпва част от сградата си на читалището, което е открито през 1918 година.
Умира на 12 април 1917 година в Осойца.